# Guillaume Othon d'Arkel
Guillaume Othon d'Arkel (vers 1385 - Gorinchem, 1er décembre 1417) fut le dernier descendant de la maison d'Arkel et l'un des successeurs possibles de Renaud IV de Gueldre, au titre de duc de Gueldre. Entre 1409 et 1412, il était officiellement seigneur d'Arkel et de Gorinchem, car son père Jean V d'Arkle (1362-1428) avait vendu les Terres d'Arkel à Renaud IV de Gueldre. Ce dernier en a confié l'usufruit à Guillaume.

## Biographie

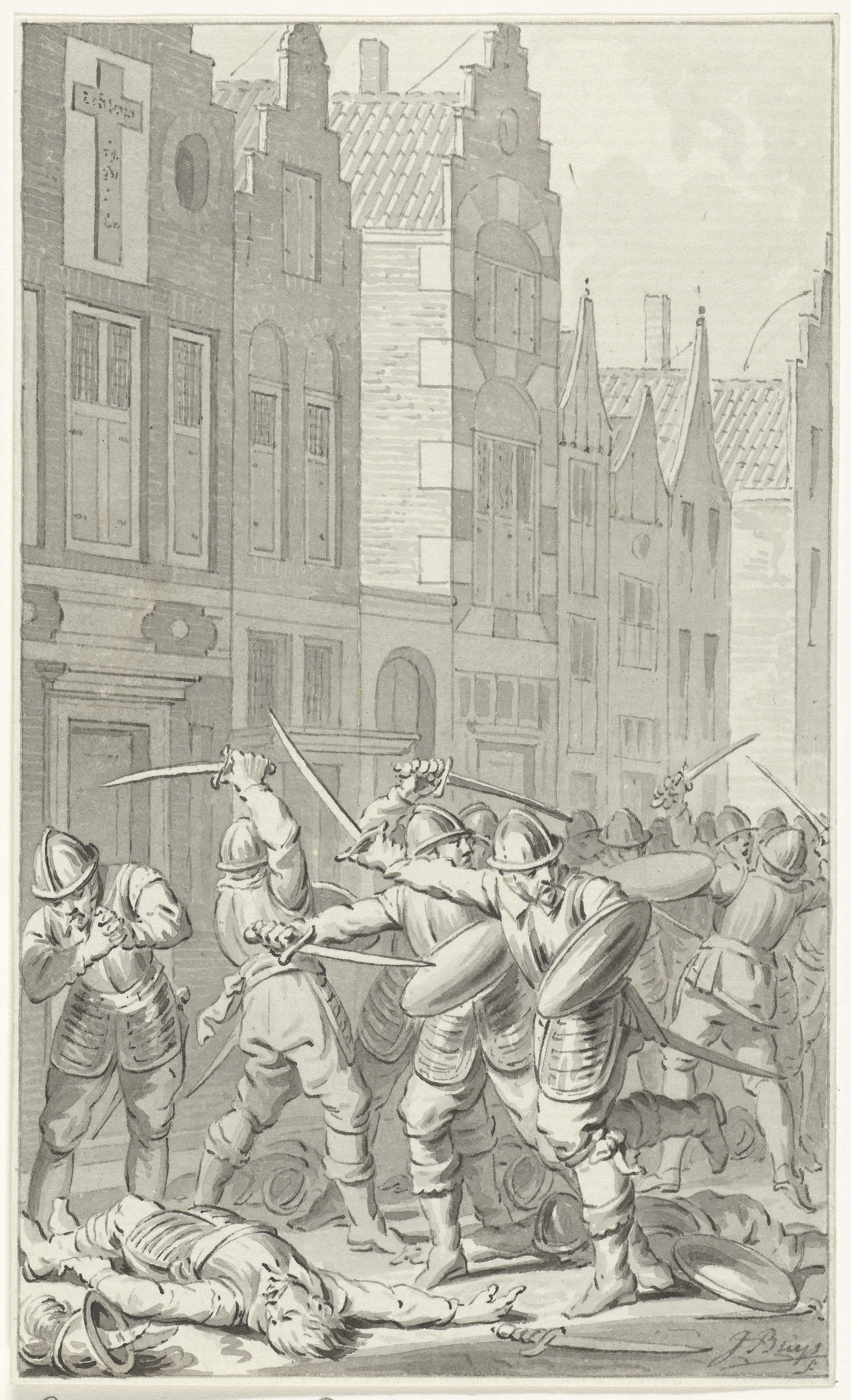
Illustration des combats dans la Krijtsteeg à Gorinchem avec Guillaume d'Arkel, gravure de Jacobus Buijs (1788).

Guillaume était le fils de Jean V d'Arkle (1362-1428) et Johanna de Juliers. Sa sœur Marie d'Arkel a épousé Jean II d'Egmont. Guillaume apparaît pour la première fois dans un acte du 26 avril 1400 pour l'achat d'un terrain en Gueldre . Il n'est pas mentionné lors du siège de Gorinchem en 1402, mais apparaît à nouveau à partir de 1403 dans divers actes. En 1406, le conseil de ville de Gorinchem demande à Guillaume de remplacer son père. Il accepte et règne sur une courte période, car en raison des influences multiples auxquelles il est soumis, il se range finalement derrière son père et quitte Gorinchem en février 1407. En mars 1407, la ville retombe entre les mains de Guillaume VI, comte de Hollande. Cependant, Guillaume d'Arkel organise un raid sur Gorinchem dans la nuit du 13 au 14 septembre 1407, à la suite duquel la ville retourne aux D'Arkel et au duc de Gueldre.
En 1409, Guillaume resta à la cour de Gueldre, car son père Jean V d'Arkle avait vendu le 22 avril 1409, les Terres d'Arkel et d'autres possessions à Renaud IV de Gueldre. Guillaume a réussi à obtenir de ce duc, le titre de seigneur d'Arkel avec également celui de seigneur de Gorinchem, ayant la reconnaissance des citoyens de la cité. La même année, Guillaume reçut le poste de commandant de la cavalerie de Gueldre.

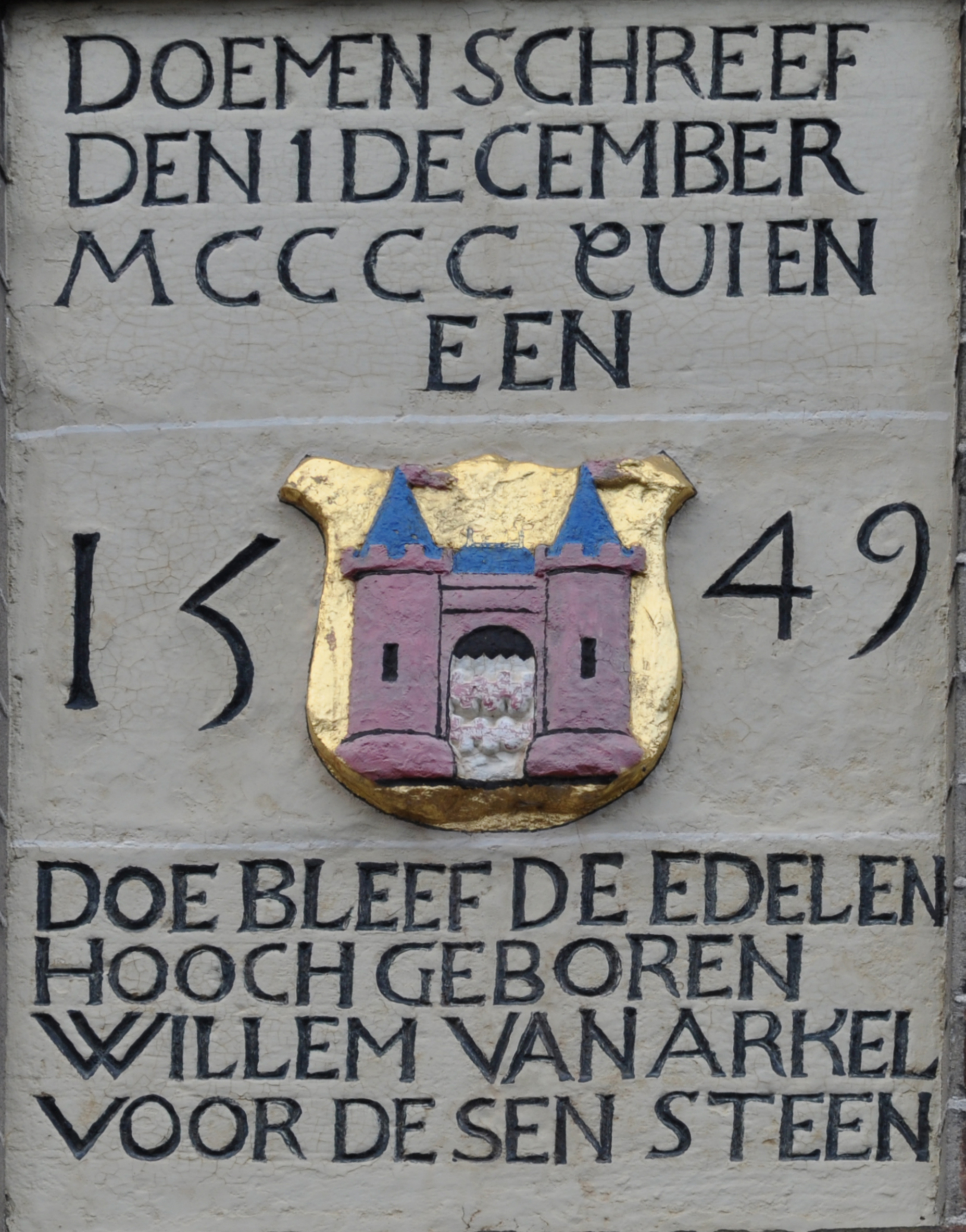
Pierre commémorative de la mort de Guillaume d'Arkel le 1er décembre 1417 dans la Revetsteeg de Gorinchem (pierre établie en 1549).

Après la fin des guerres d'Arkel, le 12 juillet 1412, la ville de Gorinchem est retournée dans les mains de Guillaume VI de Hollande, le comte ayant acheté cette propriété pour 100 000 couronnes françaises à Renaud IV de Gueldre. D'abord, Guillaume VI de Hollande pardonna à nouveau à la ville de Gorinchem et promit 50 000 couronnes françaises à Guillaume d'Arkel pour sa gestion de la ville. Mais Jean d'Arkle, en insultant dans le même temps, le comte de Hollande et le duc de Gueldre, en a empêché le versement. Guillaume et son père ont été bannis de Gueldre et ont dû rendre leur propriété d'Ooyen à Renaud IV. Jean d'Arkle fut fait prisonnier en 1415. Guillaume s'était entre-temps enfui dans le Brabant et pensait, vers 1417, qu'il avait rassemblé suffisamment d'hommes pour tenter une capture de Gorinchem. Guillaume et ses partisans Cabillauds réussirent à pénétrer dans la ville, mais après quelques jours d'échauffourées dans les petites rues, près du Revetsteeg et du Krijtsteeg, Guillaume a été mortellement touché lors des combats et est tombé définitivement encore en armure.
Il avait alors entre 30 et 34 ans. Comme Guillaume n'avait aucun descendant - à part quatre filles bâtardes - la dynastie D'Arkle prit fin. La Terre d'Arkle passa en grande partie aux mains de la Hollande et du duc de Gueldre.

## Saga littéraire
Selon une légende, juste après que Guillaume ait reçu sa blessure fatale, Jacqueline de Hainaut a accouru vers lui depuis son château. Bien que son intention n'est pas été conservée, ce fut soit pour le voir trépasser, soit pour tenter d'établir une alliance.
En 1662, une représentation théâtrale fut publiée sur la base des textes retrouvés d'Abraham Kemp, rédigée par Joan van Paffenrode, intitulée Onder-Gang van de Jonkheer Willem van Arkel, mettant en scène la relation possible entre Jacqueline et Guillaume d'Arkel.
Cette pièce a été transformée par Jacob van Lennep en un drame romantique intitulé Jacoba en Bertha, développant l'amour passionné de Jacqueline pour le jeune seigneur d'Arkel.
Plus tard, Antoinet van Buren-Schele a écrit le roman Grootheid en de val van de Heeren van Arkel en 1837, basé sur les histoires précédentes.
En 2004, Ines van Bokhoven a écrit le roman pour la jeunesse Trahison! La revanche du comte, une histoire sur Guillaume d'Arkel et les Guerres d'Arkel (1401-1412).

## Articles Connexes
- Siège de Gorinchem en 1402
- Siège de Gorinchem en 1417
- Arkel

## Sources
- Abraham Kemp, Leven der Doorluchtige Heeren van Arkel (1656).
- J. Huf van Buren, De Laatste der Arkels, 1885.
- Geschiedenis van Gorinchem
- Willem van Arkel